# Isole Marianne Settentrionali
Il Commonwealth delle Isole Marianne Settentrionali (in inglese: Commonwealth of the Northern Mariana Islands, abbreviato in CNMI) è un commonwealth in unione politica con gli Stati Uniti d'America, posto in posizione strategica nell'oceano Pacifico occidentale. Consiste in 14 isole, che si trovano a circa tre quarti di strada tra le Hawaii e le Filippine, a 15°01′N 145°04′E. L'arcipelago ha una popolazione (censimento del 2025) di 43 646 persone. La lingua ufficiale è l'inglese.

## Geografia e clima
Con Guam a sud, le Isole Marianne Settentrionali costituiscono l'arco delle Isole Marianne. Le isole meridionali sono calcaree e contornate da barriere coralline; le isole settentrionali sono vulcaniche, con vulcani attivi su Anatahan, Pagan e Agrihan. Il vulcano di Agrihan è il più elevato delle isole, con 965 m. Circa un quinto della terra è coltivabile, un altro decimo è a pascolo permanente.
La risorsa naturale principale è il pesce, il che causa problemi con la protezione delle specie a rischio di estinzione. Lo sviluppo passato ha creato delle aree che necessitano di essere ripulite e ha causato la contaminazione delle sorgenti sotterranee su Saipan.
Le isole hanno oltre 350 km di strade pubbliche, tre aeroporti con piste asfaltate (una di circa 3000 m, due attorno ai 2 000), tre aeroporti con piste non asfaltate (una di circa 3 000 m, due sotto i 1 000 m) e un eliporto.
Il vulcano Anatahan è una piccola isola vulcanica situata 120 km a nord dell'isola di Saipan e 320 km a nord di Guam. L'isola è lunga circa 9 km e larga 3. Anatahan iniziò improvvisamente ad eruttare dal suo cratere orientale alle 17:00 del 10 maggio 2003. Da allora ha continuato ad alternare periodi di calma ed eruzioni.
Il 6 aprile 2005 vennero espulsi approssimativamente 50000 m³ di cenere e roccia, provocando una grossa nuvola nera che si spostò verso sud, sopra Saipan e Tinian. Eruzioni recenti hanno costretto il cambio di rotta di alcuni voli commerciali.
Le isole hanno un clima marino tropicale, moderato da alisei stagionali da nord-est. La variazione di temperatura stagionale è piccola; la stagione secca va da dicembre a giugno, quella piovosa da luglio a ottobre può portare dei tifoni.

## Storia
Le prime persone a raggiungere le Isole Marianne arrivarono tra il 4000 a.C. e il 2000 a.C. dal Sud-est asiatico. Dopo il primo contatto con gli spagnoli, divennero noti come Chamorros, una parola spagnola simile a Chamori, il nome della divisione superiore del sistema di caste indigene. Il primo europeo a giungere in queste acque fu Ferdinando Magellano nel 1521, che sbarcò nei pressi di Guam e reclamò le isole per la Spagna. Arrabbiato per i nativi dalla mano lesta, inizialmente chiamò le isole Las Islas de los Ladrones, (Le Isole dei Ladri), ma nel 1668 il nome venne cambiato in Las Marianas, in onore di Marianna d'Asburgo, vedova di Filippo IV di Spagna.
Quasi tutta la popolazione nativa delle isole morì sotto il dominio spagnolo, ma nuovi coloni provenienti dall'odierna Micronesia le ripopolarono in parte. Vendute alla Germania nel 1899, furono conquistate dal Giappone nel 1914 e trasformate in una guarnigione militare. Il 15 giugno 1944, durante la seconda guerra mondiale, i marines statunitensi sbarcarono sull'isola e riuscirono a vincere dopo tre settimane di aspri combattimenti nella battaglia di Saipan.
Dopo la sconfitta giapponese, le isole vennero amministrate dagli Stati Uniti come parte del territorio fiduciario delle Isole del Pacifico delle Nazioni Unite; quindi difesa e affari esteri sono responsabilità degli Stati Uniti. La popolazione delle Marianne Settentrionali, negli anni settanta, decise di non cercare l'indipendenza, ma di allacciare relazioni più strette con gli stessi. I negoziati per lo status territoriale iniziarono nel 1972. Un patto per l'istituzione di un commonwealth in unione politica con gli Stati Uniti venne approvato nel 1975.
Un nuovo governo e una nuova costituzione entrarono in atto nel 1978.
Il 23 settembre 2004 il membro del congresso Richard Pombo, dalla California, introdusse il cosiddetto Northern Mariana Islands Delegate Act. La proposta di legge, se fosse stata approvata, avrebbe permesso alle Marianne Settentrionali di eleggere un rappresentante senza diritto di voto alla Camera dei rappresentanti a partire dalle elezioni del 2006. La proposta andò a morire alla fine del 108º Congresso, ma il 18 febbraio 2005, è stata ripresentata da Pombo. Le Marianne Settentrionali sono state recentemente in primo piano a causa della connessione con gli scandali che hanno coinvolto Jack Abramoff e il capo della maggioranza alla Camera Tom DeLay.

## Politica
Le Isole Marianne Settentrionali sono un territorio degli Stati Uniti. Esse tuttavia si amministrano autonomamente dal 1976, quando il Northern Mariana Islands Organic Act of 1976 autorizzò l’istituzione di un governatore, eletto direttamente ogni quattro anni, e di una Legislatura composta da Camera dei rappresentanti e Senato ed eletta ogni due anni, entrambi aventi funzioni molto simili a quelle delle istituzioni di un effettivo Stato federato.
Nei riguardi dei rapporti con gli Stati Uniti, le Isole sono strettamente dipendenti da quest’ultimi per affari esteri, cittadinanza, conio, commercio e difesa, nonché per il generale sostentamento delle stesse. Gli abitanti nati nelle Isole sono considerati statunitensi e possono andare sulla terra ferma senza limitazioni e votare per un proprio membro non-votante alla Camera dei rappresentanti degli Stati Uniti. Non possono tuttavia votare nelle elezioni presidenziali.

## Economia
L'economia delle Isole Marianne Settentrionali dipende principalmente dal turismo, in particolare dal Giappone, e dal settore in forte crescita dell'abbigliamento. Il Commonwealth beneficia inoltre di sostanziosi sussidi e di assistenza allo sviluppo, da parte del governo federale degli Stati Uniti.
Le Marianne Settentrionali hanno sfruttato con successo la loro posizione di area di libero scambio con gli Stati Uniti, restando allo stesso tempo non soggette alla stessa legislazione sul lavoro.
Ciò significa che i salari minimi sono inferiori a quelli statunitensi e alcune altre protezioni per i lavoratori sono più deboli, di conseguenza si hanno costi di produzione inferiori. Inoltre, un differente regime di immigrazione ha fatto sì che un grande numero di immigrati cinesi sia stato impiegato nell'industria tessile delle isole.
Comunque, l'imposizione da parte dell'Organizzazione mondiale del commercio di restrizioni sulle importazioni cinesi negli Stati Uniti, ha posto grande pressione al commercio basato sulle isole, portando alla chiusura di alcune fabbriche. La produzione agricola, principalmente di noci di cocco, albero del pane, pomodori e meloni, nonché allevamento di bestiame, hanno un'importanza relativamente minore.

## Municipalità
Amministrativamente le Isole Marianne Settentrionali sono divise in quattro municipalità:
- municipalità Isole Settentrionali, comprendente le isole Farallon de Pajaros, Isole Maug, Asuncion, Agrihan, Pagan, Alamagan, Guguan, Zealandia Bank, Sarigan, Anatahan e Farallon de Medinilla;
- municipalità di Rota;
- municipalità di Saipan;
- municipalità di Tinian, comprendente le isole di Tinian e Aguijan.

A causa della minaccia vulcanica, le Isole Settentrionali sono state in gran parte evacuate. Sono rimaste solo sei persone sull'Isola Alamagan (Censimento del 2000), mentre il sindaco della municipalità risiede in "esilio" a Saipan.